# James Kazuo Koda
James Kazuo Koda (jap. ヤコブ 幸田 和生, Yakobu Kōda Kazuo; * 11. März 1955 in Setagaya, Tokio) ist ein japanischer römisch-katholischer Geistlicher und emeritierter Weihbischof in Tokio.

## Leben
James Kazuo Koda wurde im Alter von 21 Jahren im Jahr 1976 getauft. Vor seinem Eintritt in das Priesterseminar studierte er Jura. Danach führte er sein Studium in seiner Heimat fort. Am 3. März 1985 empfing er von Erzbischof Peter Seiichi Shirayanagi die Priesterweihe für die Erzdiözese Tokio.
Danach hatte er folgende Ämter inne: Vikar, Gemeindepfarrer, Moderator am Priesterseminar in Tokio; Leiter des Pastoralbüros der Erzdiözese Tokio; Konsultor der Diözese; Mitglied des Priesterrates; Leiter des Komitees für die Umstrukturierung der Erzdiözese.
Er wurde am 29. November 2004 von Papst Johannes Paul II. zum Weihbischof im Erzbistum Tokio ernannt. Sein Titularsitz ist Synnada in Mauretania. Die Bischofsweihe spendete ihm am 19. Februar 2005 der Erzbischof von Tokio, Peter Takeo Okada unter Assistenz von Rafael Masahiro Umemura, Bischof von Yokohama, und Peter Toshio Jinushi, Bischof von Sapporo.
Am 23. Juni 2018 nahm Papst Franziskus seinen vorzeitigen Rücktritt an.